# 分部光弘
分部 光弘（わけべ みつひろ）は、江戸時代中期の近江国大溝藩の世嗣。

## 生涯
安永9年（1780年）、8代藩主・分部光実の嫡男として誕生。母は光実正室の本多氏（本多正珍の娘）。
寛政8年（1796年）、11代将軍・徳川家斉に拝謁。しかし、翌寛政9年（1797年）8月5日に早世した。享年18。
正室に松平直紹の娘を迎えており、夫妻の間には娘がいた。
分部家は、弟・光邦が継ぐこととなった。